# Hrabstwo Monroe (Nowy Jork)

Piramida wieku hrabstwa

Monroe – hrabstwo (ang. county) w stanie  Nowy Jork w USA. Populacja wynosi 735 343 mieszkańców (stan według spisu z 2000 r.).
Powierzchnia hrabstwa wynosi 3537 km². Gęstość zaludnienia wynosi 178 osób/km².

## Miasto
- Brighton
- Chili
- Clarkson
- East Rochester
- Gates
- Greece
- Hamlin
- Henrietta
- Irondequoit
- Mendon
- Ogden
- Parma
- Penfield
- Perinton
- Pittsford
- Riga
- Rush
- Rochester
- Sweden
- Webster
- Wheatland

## Wioski
- Brockport
- Churchville
- Fairport
- Hilton
- Honeoye Falls
- Pittsford
- Scottsville
- Spencerport
- Webster

## CDP
- Brighton
- Clarkson
- Gates
- Greece
- Hamlin
- Irondequoit
- North Gates